# Centro de Estudos Orientais
O Centro de Estudos Orientais (em polonês/polaco:  Ośrodek Studiów Wschodnich, OSW) é um think tank com sede em Varsóvia que realiza pesquisas independentes sobre a situação política, económica e social na Europa Central e Oriental, nos Balcãs, no Cáucaso e na Ásia Central.
O centro foi fundado em 1990 e é totalmente financiado pelo orçamento do Estado polonês. Em 2006, o centro recebeu o nome em homenagem ao seu fundador, Marek Karp.
O OSW é o maior grupo de reflexão da União Europeia que concentra a sua investigação na parte da Europa que até 1989 estava separada do Ocidente pela Cortina de Ferro.
O centro é particularmente activo nos debates relativos à política da União Europeia em relação aos seus vizinhos orientais, a chamada Política Europeia de Vizinhança, Parceria Oriental; aos desafios à segurança energética na Europa, bem como à transformação política, social e económica dos países vizinhos da Polónia.

## Equipe e grupos de trabalho
O OSW emprega mais de 50 pesquisadores. O diretor do centro é Wojciech Konończuk.
Existem cinco unidades de pesquisa e alguns especialistas únicos (em política energética e aspectos militares da segurança internacional):
- Departamento Russo
- Departamento da Ucrânia, Bielorrússia e Moldávia
- Departamento da Turquia, Cáucaso e Ásia Central
- Departamento da Europa Central
- Departamento para Alemanha e Norte da Europa

## Publicações
A maioria das publicações do OSW estão disponíveis gratuitamente no site do centro, tanto em polaco como em inglês - incluindo "Policy Briefs", "OSW Studies" e "OSW Report".